# Zmięk ciemnonogi
Zmięk ciemnonogi (Rhagonycha nigriventris) – gatunek chrząszcza z rodziny omomiłkowatych i podrodziny Cantharinae. Zamieszkuje palearktyczną Eurazję. Zasiedla stanowiska wilgotne.

## Taksonomia
Gatunek ten opisany został po raz pierwszy w 1808 roku przez Leonarda Gyllenhaala pod nazwą Cantharis testacea. Była ona jednak młodszym homonimem nazwy wprowadzonej przez Karola Linneusza. W związku z tym za ważną uznaje się nadaną w 1860 roku przez Wiktora Moczulskiego nazwę Rhagonycha nigriventris. W literaturze często wymieniany był pod nadaną w 1864 roku przez Carla Gustafa Thomsona nazwą Rhagonycha limbata.

## Morfologia
Chrząszcz o wydłużonym ciele długości od 4,5 do 6 mm. Głowę ma całą czarną, pozbawioną guzka między nasadami czułków. Przedplecze ma zaokrągloną krawędź przednią, niezaostrzone kąty tylne i niewklęsłą krawędź tylną. Ubarwienie ma żółte do żółtobrązowego z rozległą czarną do czarniawobrązowej plamą pośrodku. Pokrywy są w całości żółte lub żółtobrązowe, bez przyciemnień na szwie i wierzchołku. Odnóża mają uda w przeważającej części czarne, zaś golenie i stopy żółtobrązowe. Mają rozdwojone wierzchołki wszystkich pazurków. Genitalia samca mają edeagus zaopatrzony w tarczkę grzbietową o krawędzi wierzchołkowej lekko tylko wykrojonej oraz paramery o jednej krawędzi bocznej prostej, a drugiej silnie uwypuklonej.

## Ekologia i występowanie
Owad higrofilny, zasiedlający wilgotne łąki, torfowiska, mokradła, młaki, lasy łęgowe i olsy. Najliczniej występuje na wyżynach i w górach, dochodząc do strefy subalpejskiej. Osobniki dorosłe obserwuje się od maja do czerwca. Żerują na pyłku kwiatowym i owadach.
Gatunek palearktyczny, znany z Wielkiej Brytanii, Francji, Belgii, Luksemburga, Niemiec, Austrii, Szwecji, Finlandii, Estonii, Litwy, Polski, Czech, Słowacji, Węgier, Białorusi, Ukrainy, Bośni i Hercegowiny, Serbii, europejskiej, syberyjskiej i dalekowschodniej części Rosji, Kazachstanu, Kirgistanu i Mongolii. Jego północna granica zasięgu przebiega przez Laponię, Republikę Komi, Ural Północny, Chanty-Mansyjski Okręg Autonomiczny, Tajmyr, Jakucję, obwód magadański i Kraj Kamczacki.